# Alamúndaro III
[Flávio] Alamúndaro (em grego: Φλάβιος Ἀλαμούνδαρος) ou Almondir ibne Alharite (em árabe: المنذر بن الحارث; romaniz.: al-Mundhir ibn al-Ḥārith) foi o rei dos gassânidas de 569 até ca. 581. Um filho de Flávio Aretas (r. ca. 529–569), sucedeu seu pai tanto como rei de sua tribo, como na chefia dos clientes e aliados árabes do Império Bizantino, com o posto de patrício. Alamúndaro foi o último governante gassânida importante; em 584, os bizantinos acabaram com a federação gassânida. Um líder militar capaz e bem sucedido, seu reinado também viu o fortalecimento do monofisismo e um florescimento cultural entre os árabes sob seu domínio.
Apesar de suas vitórias sobre os lacmidas, os aliados árabes do Império Sassânida, durante seu reino as relações com Bizâncio foram mornas devido ao seu convicto monofisismo. Isto levou a um colapso completo da aliança em 572, após Alamúndaro descobrir os planos bizantinos para assassiná-lo. As relações foram restauradas em 575 e Alamúndaro assegurou do imperador bizantino o reconhecimento de seu estatuto real e uma promessa de tolerância para com a Igreja Monofisista. Em 580 ou 581, Alamúndaro participou em uma campanha mal sucedida contra a capital persa, Ctesifonte, junto com o general bizantino (e futuro imperador), Maurício.
O fracasso da campanha levou a uma briga entre os dois e Maurício acusou-o de traição. Os agentes bizantinos capturaram Alamúndaro, que foi trazido para Constantinopla, mas nunca enfrentou julgamento. Sua prisão provocou um levante entre os gassânidas sob o filho de Alamúndaro, Naamanes. Quando Maurício acendeu ao trono em 582, Alamúndaro foi exilado para a Sicília, embora, de acordo com outra fonte, foi autorizado a retornar para sua terra natal após a derrubada de Maurício em 602.

## Biografia

### Sucessão e começo da carreira

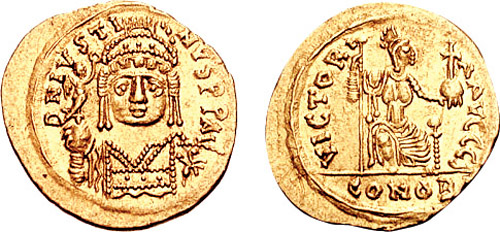
Soldo de r.

Diocese do Oriente

Alamúndaro foi o filho de Flávio Aretas, governante da tribo gassânida e filarco supremo dos árabes federados na fronteira oriental do Império Bizantino. Situado no flanco sul da fronteira, os gassânidas enfrentaram os lacmidas, outra poderosa tribo árabe que era a principal cliente do maior antagonista bizantino, o Império Sassânida. Aretas tinha sido elevado à realeza e a posição de filarco supremo pelo imperador Justiniano (r. 527–565), que desejava, assim, criar uma forte contraparte aos governantes lacmidas. Alamúndaro tinha sido confirmado como herdeiro tão cedo quando 563, durante a visita deste a Constantinopla, e sucedeu seu pai Aretas após a morte dele em 569. Parece que Alamúndaro herdou os títulos bizantinos de seu pai, um de cada vez, pois eles não eram hereditários: o posto de patrício, a denominação honorífica de panêufemo (mais honorável) e o prestigioso gentílico honorífico de "Flávio", mantido pelos imperadores e cônsules bizantinos.
Logo após a morte de Aretas, o território gassânida foi atacado por Caboses, o novo governante lacmida, que procurou tirar proveito da situação. As forças de Caboses foram repelidas e Alamúndaro invadiu o território lacmida, por sua vez, tomando muito saque. Quando voltou, os lacmidas novamente confrontaram-se com o exército gassânida, mas sofreram uma pesada derrota. Após este sucesso, Alamúndaro escreveu para Justino II (r. 565–578), pedindo por ouro para seus homens. Este pedido teria irritado Justino, que enviou instruções para seu comandante local atrair o governante gassânida em uma armadilha e matá-lo. Mas a carta caiu nas mãos de Alamúndaro, que então cortou as relações com o império e se recusou a comprometer suas forças quando a guerra com a Pérsia recomeçou em 572.

### Retorno à fidelidade bizantina
Como os bizantinos dependiam dos gassânidas para cobrir os acessos à Síria, a retirada de Alamúndaro deixou uma lacuna no flanco sul bizantino, que persistiu por três anos, até 575, quando Alamúndaro voltou à fidelidade bizantina através da mediação do general Justiniano, que encontrou-o em Sergiópolis. Imediatamente após a reconciliação, Alamúndaro montou um exército em segredo e lançou um ataque contra Hira, a capital lacmida, sem dúvida a maior, mais rica e mais culturalmente vibrante cidade do mundo árabe daquele tempo. A cidade foi saqueada e incendiada, com exceção das igrejas. Segundo João do Éfeso, Alamúndaro doou muito de seu saque desta expedição para mosteiros e os pobres. No mesmo ano, ele visitou Constantinopla, onde foi premiado com uma coroa ou diadema (stemma), fazendo a renovação formal de seu papel como principal rei-cliente árabe.
A guerra com a Pérsia foi interrompida por uma trégua de três anos acordada em 575. Em 578, as hostilidades foram renovadas, mas as fontes do período, fragmentadas como são, não mencionam qualquer participação gassânida nos primeiros dois anos. Em 580, Alamúndaro foi convidado pelo imperador Tibério II (r. 578–582) para visitar a capital novamente. Ele chegou na cidade em 8 de fevereiro, acompanhado por dois de seus filhos, e foi ricamente recebido. Na ocasião, entre uma infinidade de outros presentes, foi também presenteado com uma coroa real, ao invés da coroa mais simples ou diadema que havia recebido antes.

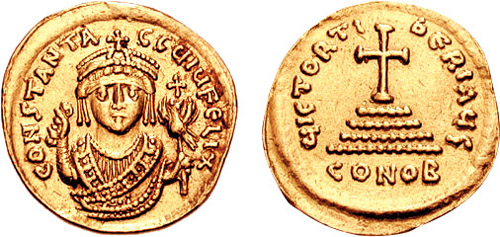
Soldo de r.

Enquanto em Constantinopla, Alamúndaro recebeu permissão do imperador para realizar um conselho na igreja monofisista, que se reuniu em 2 de março de 580. Este concílio conseguiu, ainda que por um breve tempo, reconciliar as várias facções e seitas dos monofisistas. Era uma meta pela qual Alamúndaro tinha se esforçado muito, como quando interveio na disputa entre Jacó Baradeu e Paulo, o Negro, o patriarca monofisista de Antioquia. Antes de deixar a capital imperial, o governante gassânida também assegurou uma promessa do imperador de que as perseguições aos monofisistas cessariam. Quando ele retornou para casa, Alamúndaro descobriu que os lacmidas e os persas haviam usado sua ausência para invadir seus domínios. Reunindo suas forças, enfrentou seus inimigos, derrotou-os, e retornou para casa carregado com saque.
No verão de 580 ou 581, Alamúndaro foi para Circésio, no rio Eufrates, onde juntou-se às forças bizantinas sob o novo mestre dos ofícios do Oriente (magister militum per Orientem), Maurício, para uma campanha profunda no território persa. As forças combinadas moveram-se para sul ao longo do rio, acompanhadas por uma frota de navios. O exército aliado invadiu a fortaleza de Anata e seguiu em frente até chegar a região de Beth Aramaye na Mesopotâmia central, próximo de Ctesifonte, a capital persa, mas lá eles encontrava a ponte do Eufrates destruída pelos persas. Com nenhuma possibilidade de uma marcha para Ctesifonte, eles foram forçados a se retirar, especialmente porque o comandante persa Adarmanes tomou vantagem da ausência do exército bizantino e estava invadindo livremente em Osroena, onde saqueou a capital provincial de Edessa. A retirada foi árdua para o exército exausto, e Maurício e Alamúndaro trocaram recriminações pelo fracasso da expedição; cooperaram, contudo, em forçar Adarmanes a se retirar, e derrotaram-no em Calínico. Ao voltar para suas terras, Alamúndaro soube que uma força combinada persa-lacmida estava preparando outro ataque contra o Reino Gassânida. Imediatamente foi ao encontro deles, enfrentando o exército deles e derrotando-o, antes de ir capturar o acampamento inimigo. Era para ser sua última vitória.

### Prisão e exílio

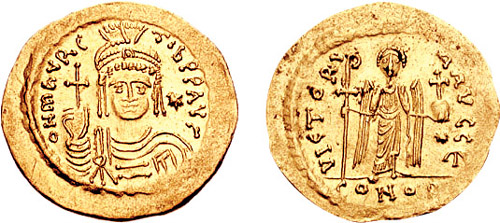
Soldo de Maurício r.. Quando ainda era general no Oriente, teve notória participação na queda de Alamúndaro

Apesar dos sucessos dele, Alamúndaro foi acusado por Maurício de traição durante a campanha anterior. Maurício afirmou que Alamúndaro tinha revelado o plano bizantino aos persas, que então começaram a destruir a ponte sobre o Eufrates. A crônica de João do Éfeso explicitamente chama esta afirmação de mentira, uma vez que as intenções bizantinas deviam ter sido claras para os comandantes persas. Tanto Maurício como Alamúndaro escreveram cartas para o imperador Tibério, que tentou reconciliá-los. Finalmente, o próprio Maurício visitou Constantinopla, onde foi capaz de persuadir Tibério da culpa de Alamúndaro. A acusação de traição é quase universalmente rejeitada pelos historiadores modernas; Irfan Shahîd diz que provavelmente tinha mais a ver com a empatia de Maurício com o veterano e militarmente bem-sucedido governante árabe. Isto foi agravado pela desconfiança habitual dos bizantinos com os "bárbaros" e supostamente inatos traidores árabes, bem como pela fé monofisista firme de Alamúndaro.
Tibério ordenou a prisão de Alamúndaro, e uma armadilha foi montada para o rei gassânida: convocado para Constantinopla para responder às acusações de traição, Alamúndaro escolheu seu amigo, o curador Magno, como seu advogado. Magno foi provavelmente um bizantino, vindo de Evaria. Lá ele havia construído uma igreja, e chamou Alamúndaro e o patriarca de Antioquia Gregório I para juntar-se a ele na cerimônia de dedicação. Alamúndaro chegou com apenas uma pequena escolta e foi preso pelas tropas bizantinas estacionadas em segredo no local. Foi transportado para Constantinopla, juntando-se ao longo do caminho com sua esposa e três filhos. Na capital, foi muito bem tratado por Tibério, que lhe deu uma residência confortável e um subsídio generoso, mas negou-lhe uma audiência. Irfan Shahîd acredita que este tratamento generoso, bem como o fato de que não foi levado a julgamento por sua suposta traição, indicam que Tibério também não acreditava nas acusações, mas ordenou a prisão principalmente para aplacar a forte facção antimonofisista na capital imperial.
No meio tempo, a prisão de Alamúndaro provocou uma revolta liderada por seus quatro filhos, especialmente o mais velho, Naamanes VI, descrito por João do Éfeso como ainda mais capaz e guerreiro que seu pai. Por dois anos, o exército gassânida lançou raides nas províncias bizantinas a partir de suas bases no deserto, chegando a derrotar a matar o duque bizantino da Arábia numa batalha em Bostra. Tibério reagiu elevando um irmão calcedônio de Alamúndaro à realeza gassânida. Um grande exército liderado por Magno foi enviado para conter Naamanes e instalar seu tio como rei. O último foi rapidamente feito, mas o novo rei morreu 20 dias depois. Magno também havia tido algum sucesso em subjugar ou subverter algumas tribos árabes menores longe dos gassânidas. Magno morreu pouco antes da morte do próprio Tibério em agosto de 582, e com a ascensão de Maurício ao trono, Naamanes viajou a Constantinopla para conseguir uma reconciliação. Em vez disso, também foi preso, julgado, e sentenciado à morte, embora sua sentença foi rapidamente comutada para prisão domiciliar.
Alamúndaro permaneceu em Constantinopla até a morte de Tibério e a ascensão de Maurício, quando foi exilado à Sicília. Talvez ele seja o "Anamúndaro" mencionado pelo papa Gregório I em 600, indicando que ainda estava vivo na época. Um cronista siríaco do século XIII registra que após a derrubada e assassinato de Maurício em 602, Alamúndaro recebeu autorização para retornar para casa.

## Legado

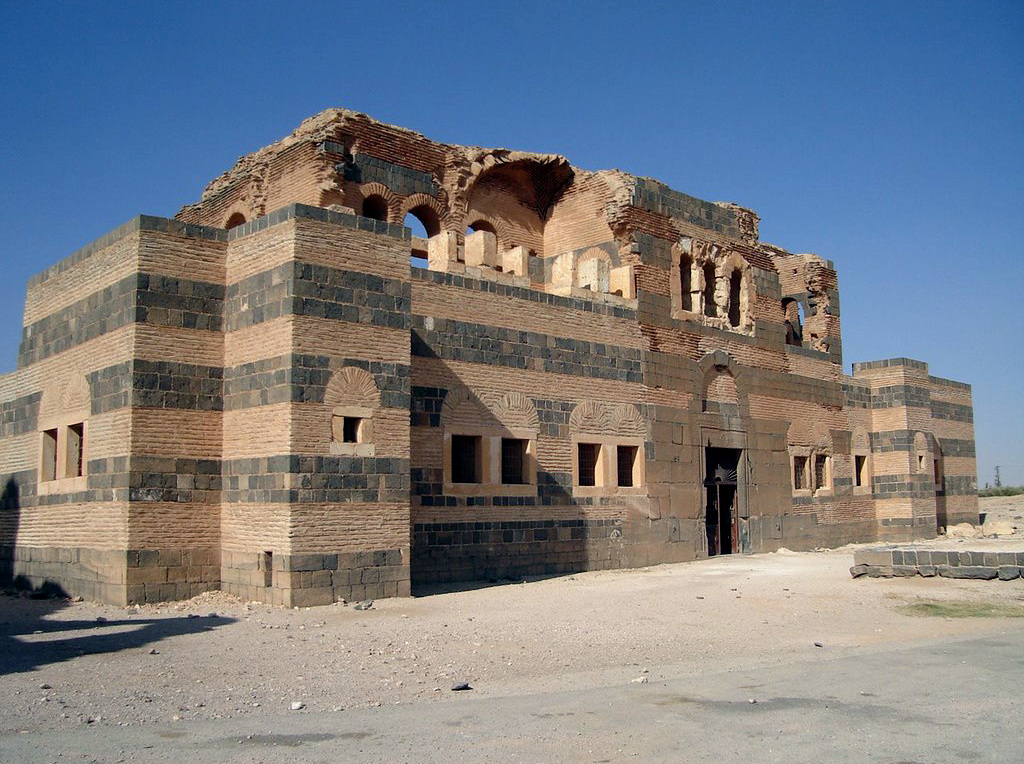
Ruínas do palácio de Alcácer ibne Uardam

Alamúndaro em muitos aspectos continuou os passos de seu pai. Foi o aliado militar bem sucedido dos bizantinos, especialmente contra seus colegas árabes, as tribos lacmidas, e protegeu o flanco sul bizantino e seus interesses políticos e comerciais na Arábia. Apesar de sua devoção fervorosa no monofisitismo, permaneceu leal ao império como estado cristão por excelência; como Irfan Shahîd comenta, a própria-imagem de Alamúndaro pode muito bem ter sido a de um "Odenato do século VI lutando pelo Império Romano cristão, como seu predecessor do século III havia feito para o império pagão". No entanto, no final, seu caráter independente e seu papel como o protetor da Igreja Monofisista levou à sua queda e exílio. Num ambiente majoritariamente pró-calcedônio nos reinados de Tibério e Maurício, ao contrário de seu pai Gabalas, que foi protegido pelas tendências monofisistas da imperatriz Teodora, Alamúndaro não poderia contar com qualquer apoio em Constantinopla.
A prisão de Alamúndaro foi seguida, após 584, pela dissolução da federação gassânida em um número de tribos menores. Isto foi um acontecimento importante para a história das relações bizantino-árabes: destruiu o "escudo protetor" bizantino contra incursões do deserto árabe, um erro pelo qual os bizantino pagariam caro com o início das incursões muçulmanas. Ela foi acompanhada, alguns anos mais tarde, pela destruição do Reino Lacmida nas mãos dos persas, abrindo um vazio de poder no norte da Arábia que o nascente Estado islâmico viria a preencher. Por outro lado, as conquistas muçulmanas, e antes delas a destrutiva guerra de quase 30 anos com a Pérsia, estavam ainda muito longe em 584, e a dissolução da federação gassânida podem ser vistas de forma simples, de acordo com o historiador Michael Whitby, como a eliminação de um "vizinho quase cliente, mais bem sucedido", que ameaçava tornar-se "poderoso demais para o bem de seu suposto patrono".
Os gassânidas deixaram um importante legado cultural. Seu patrocínio à Igreja Monofisista Siríaca foi crucial para sua sobrevivência e revitalização, e até mesmo sua propagação, através de atividades missionárias, no sul da Arábia. De acordo com o historiador Warwick Ball, a promoção dos gassânidas de uma forma de cristianismo mais simples e rigidamente monoteísta em um contexto especialmente árabe pode ser dito como tendo antecipado o Islã. O governo gassânida também trouxe um período de considerável prosperidade para os árabes no leste das franjas da Síria, como evidenciado pela propagação da urbanização e o patrocínio de várias igrejas, mosteiros e outros edifícios. As descrições sobreviventes das cortes gassânidas transmite uma imagem de luxo e uma vida cultural ativa, com patrocínio das artes, música e especialmente poesia em língua árabe. Nas palavras de Ball, "as cortes gassânidas foram os mais importantes centros para a poesia árabe antes do surgimento das cortes califais sob o Islã", e a cultura cortesã delas, incluindo a sua propensão para palácios do deserto como Alcácer ibne Uardam, forneceu o modelo para os califas omíadas e as cortes deles. Entre os restos arquitetônicos do próprio reinado de Alamúndaro estão o castelo de Dumeir e o então chamado ecclesia extra muros (hoje em dia identificado como o salão de audiências ou pretório do próprio Alamúndaro) em Sergiópolis, onde uma inscrição em grego, celebrando Alamúndaro, sobrevive. Sergiópolis, foi um sítio de significado particular devido sua popularidade ao culto de São Sérgio entre os árabes, e foi também o foco de atividade de construção posterior dos omíadas.